# Myrcia albescens
Myrcia albescens är en myrtenväxtart som först beskrevs av Brother Alain, och fick sitt nu gällande namn av Brother Alain. Myrcia albescens ingår i släktet Myrcia och familjen myrtenväxter. Inga underarter finns listade i Catalogue of Life.